# Jarsy
Jarsy ist eine französische Gemeinde mit 255 Einwohnern (Stand 1. Januar 2022) im Département Savoie in der Region Auvergne-Rhône-Alpes. Sie gehört zum Arrondissement Chambéry und zum Kanton Saint-Alban-Leysse. Die Bewohner werden Jarselains und Jarselaines genannt.

## Geographie
Jarsy liegt auf 843 m, etwa 22 km nordöstlich der Präfektur Chambéry und 27 km südlich der Stadt Annecy (Luftlinie). Das Bergdorf erstreckt sich im Nordwesten des Département Savoie, im Zentrum des Massivs der Bauges, an aussichtsreicher Lage auf einer Geländeterrasse rund 120 m über dem Talboden des Chéran, am Südfuß des Mont Trélod.

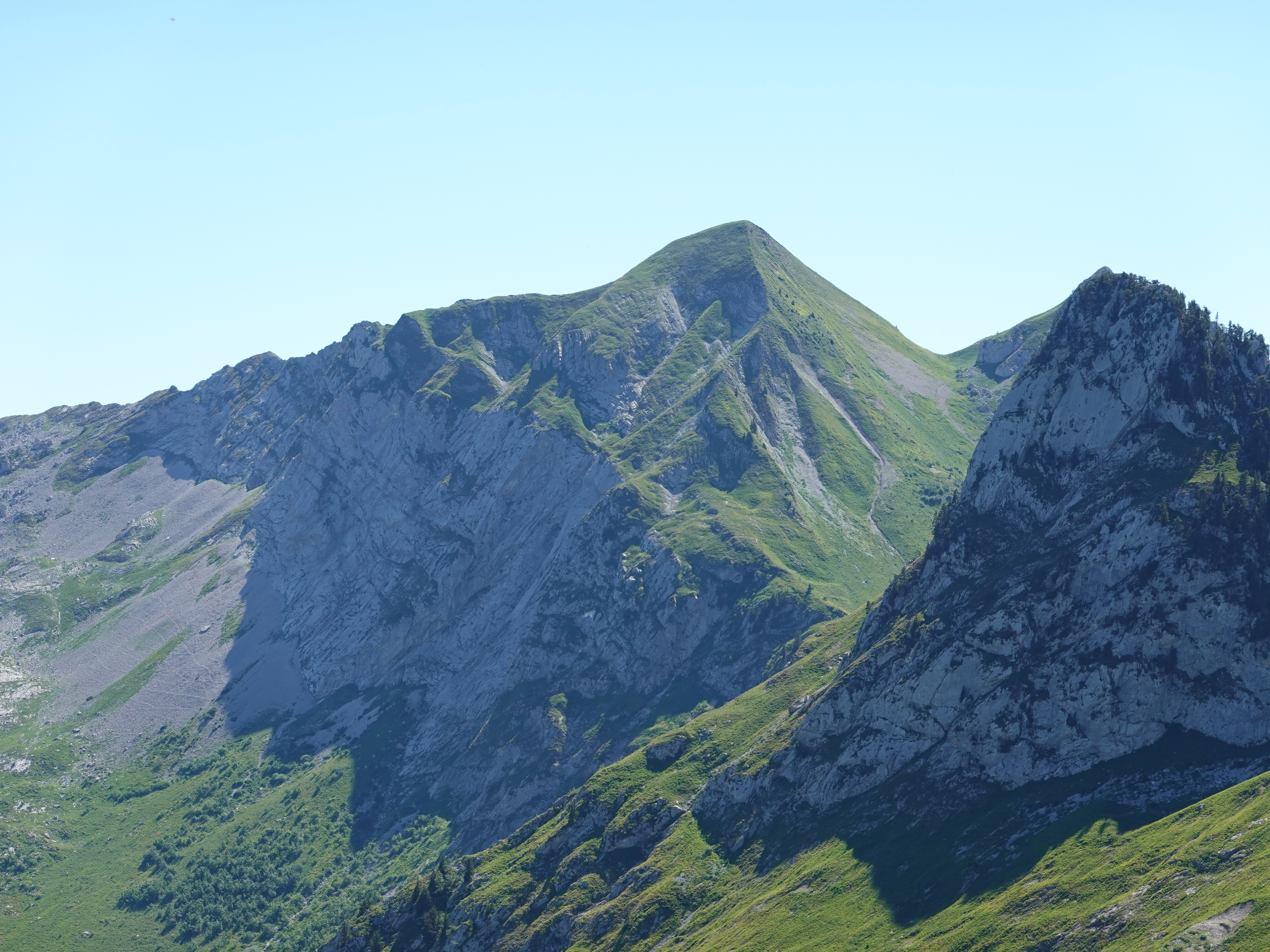
Mont de la Coche

Die Fläche des 32,68 km² großen Gemeindegebiets umfasst einen stark reliefierten Abschnitt des Massivs der Bauges. Das Areal nimmt einen Teil des Quellgebietes des Chéran ein, wobei der Fluss stets die südliche Grenze bildet. Der Chéran entspringt an den Südhängen der Pointe de Chaurionde (2173 m, östlichster Punkt), fließt zunächst durch das tief ins Gebirge eingeschnittene Vallon de Bellevaux und erhält dabei Zufluss durch verschiedene kurze Bäche aus abgelegenen Seitentälern. Bei Jarsy tritt der Chéran in das Talbecken von École ein. Hier mündet von Nordosten der Ruisseau de Chérel, dessen Einzugsgebiet vollständig zu Jarsy gehört. Nach Norden reicht der Gemeindeboden über den Col de Chérel (1495 m) in die Talschaft Combe d’Ire, durch die das gleichnamige Flüsschen Ire nach Norden zum Lac d’Annecy entwässert. Überragt werden diese Täler von den markanten Kalkgipfeln von Dent de Pleuven (1771 m; Hausberg von Jarsy), Mont Trélod (2181 m), Mont de la Coche (2035 m) und Pointe d’Arcalod (mit 2217 m die höchste Erhebung von Jarsy). Die Gemeinde liegt innerhalb des Regionalen Naturparks Massif des Bauges (frz.: Parc naturel régional du Massif des Bauges).
Zu Jarsy gehören neben dem eigentlichen Ortskern auch verschiedene Weilersiedlungen und Gehöfte, darunter:
- Etre (750 m) im Talbecken des Chéran
- Belleville (800 m) über dem Ruisseau de Chérel am Fuß der Dent de Pleuven
- Sur Roche (900 m) auf einem Geländevorsprung über dem Talbecken des Chéran
- Précherel (980 m) im Tal des Ruisseau de Chérel
- Le Coudray (920 m) am Hang oberhalb des Dorfes
- Carlet (800 m) am Chéran, am Eingang ins Vallon de Bellevaux

Nachbargemeinden von Jarsy sind Chevaline, Doussard, Giez und Faverges-Seythenex im Norden, Plancherine, Verrens-Arvey und Cléry im Osten, École im Süden sowie La Compôte und Doucy-en-Bauges im Westen.

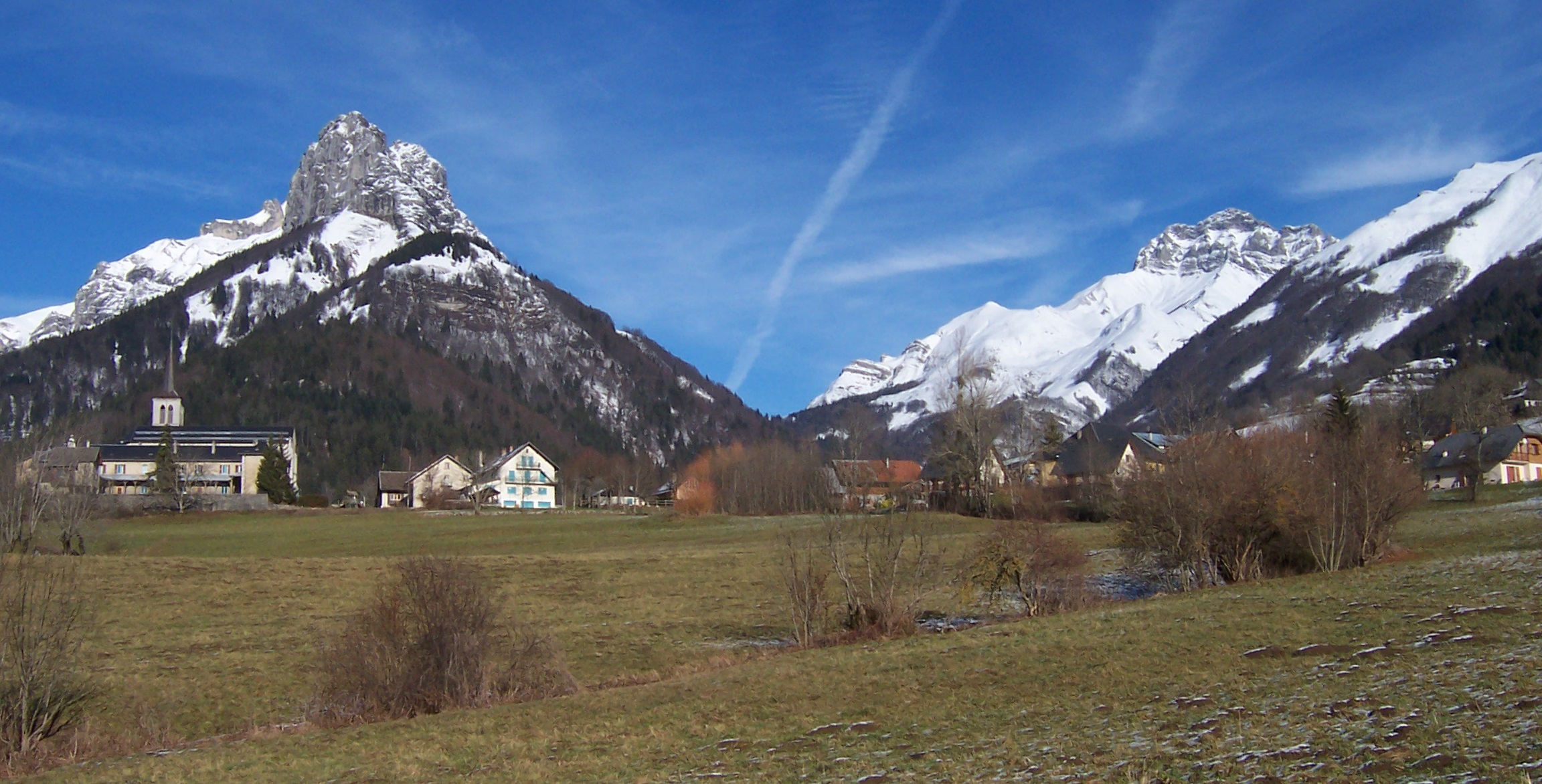
Jarsy vor den beiden markanten Kalkgipfeln Dent de Pleuven (links) und Pointe d’Arcalod (rechts)

## Geschichte
Erstmals urkundlich erwähnt wird Jarsy im Jahre 1192 unter dem Namen Jarsiacum. Später erschienen die Bezeichnungen Jargiacum (1216), Jarziacum (1357) und Jarciacum (1360). Der Ortsname geht wahrscheinlich auf den gallorömischen Personennamen Gercius zurück und bedeutet so viel wie Landgut des Gercius. Im Mittelalter hatte das Kloster Hautecombe reichen Grundbesitz auf dem Gemeindegebiet.

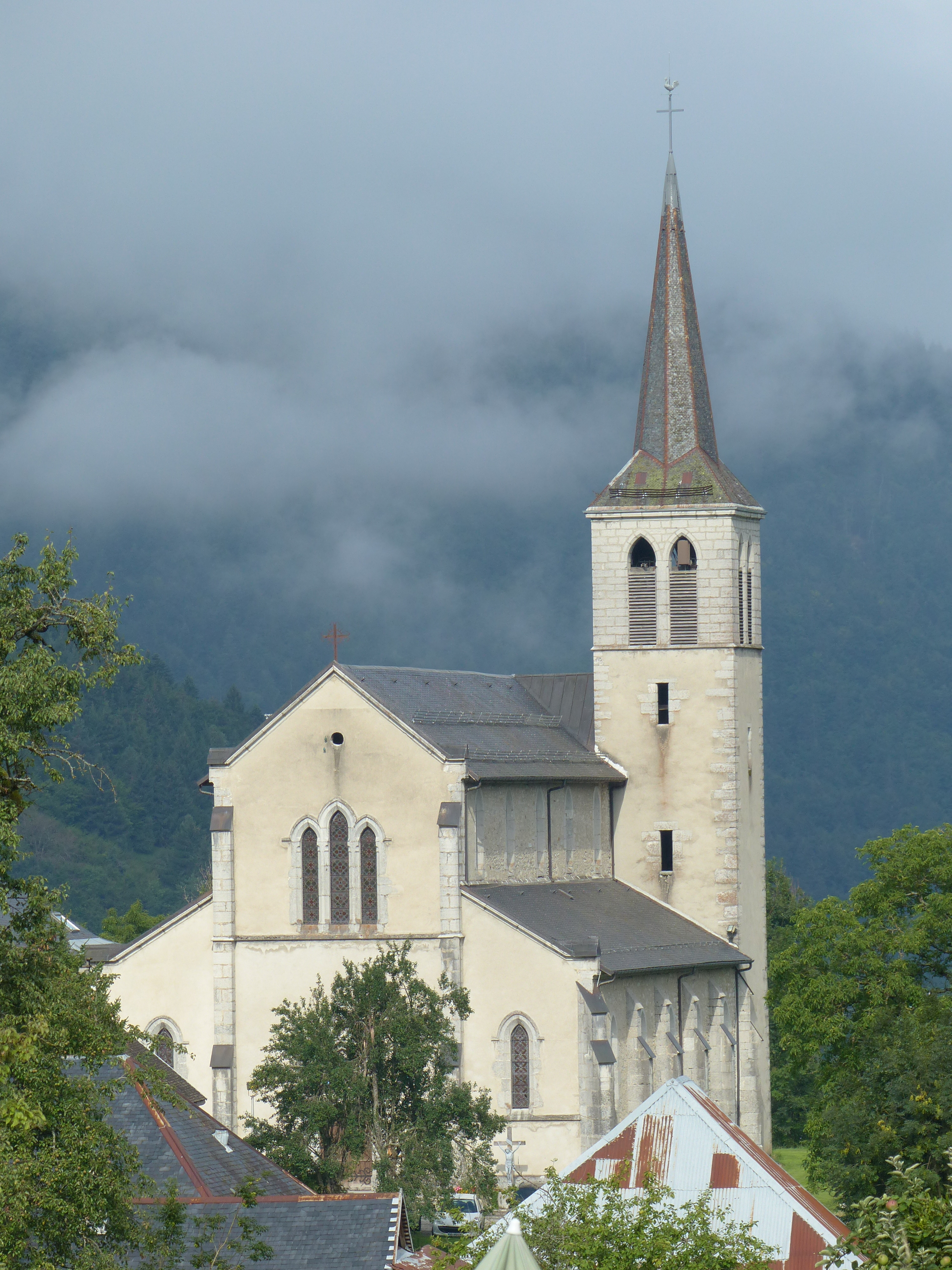
Pfarrkirche Saint-André

## Sehenswürdigkeiten
Die Pfarrkirche Saint-André von Jarsy wurde im 19. Jahrhundert im neugotischem Stil erbaut.

## Bevölkerungsentwicklung
| Jahr                       | 1962 | 1968 | 1975 | 1982 | 1990 | 1999 | 2006 | 2018 |
| Einwohner                  | 247  | 208  | 196  | 166  | 172  | 247  | 294  | 269  |
| Quellen: Cassini und INSEE |      |      |      |      |      |      |      |      |

Mit 255 Einwohnern (Stand 1. Januar 2022) gehört Jarsy zu den kleinen Gemeinden des Départements Savoie. Nachdem die Einwohnerzahl in der ersten Hälfte des 20. Jahrhunderts stark rückläufig war, wurde seit Mitte der 1980er Jahre wieder eine deutliche Bevölkerungszunahme verzeichnet.

## Wirtschaft und Infrastruktur
Jarsy war bis weit ins 20. Jahrhundert hinein ein vorwiegend durch die Landwirtschaft, insbesondere Milchwirtschaft und Viehzucht, geprägtes Dorf. Daneben gibt es heute einige Betriebe des lokalen Kleingewerbes und eine Firma, die Sportbekleidung herstellt. Einige Erwerbstätige sind Wegpendler, die in den größeren Ortschaften der Umgebung ihrer Arbeit nachgehen.
Die Ortschaft liegt abseits der größeren Durchgangsstraßen. Die Hauptzufahrt erfolgt von École, weitere lokale Straßenverbindungen bestehen mit Doucy-en-Bauges und La Compôte. Der nächste Anschluss an die Autobahn A43 befindet sich in einer Entfernung von rund 22 Kilometern.